# Foundations of Economic Analysis
 (février 2020).
Si vous disposez d'ouvrages ou d'articles de référence ou si vous connaissez des sites web de qualité traitant du thème abordé ici, merci de compléter l'article en donnant les références utiles à sa vérifiabilité et en les liant à la section « Notes et références ».
Foundations of Economic Analysis est un ouvrage fondamental en économie publié par Paul Samuelson en 1947 à Harvard University Press.
L'ouvrage s'appuie en grande partie sur la thèse de doctorat de Paul Samuelson soutenue en 1941 à l'université Harvard.  